# Gorgonia elegans
Gorgonia elegans är en korallart som beskrevs av Duchassaing och Giovanni Michelotti 1864. Gorgonia elegans ingår i släktet Gorgonia och familjen Gorgoniidae. Inga underarter finns listade i Catalogue of Life.